# 樊嘉 (肝肿瘤外科学家)
樊嘉（1958年3月—），出生于江苏昆山，籍贯江苏江都，中国肝肿瘤外科学家，复旦大学附属中山医院外科教授兼院長。2017年当选为中国科学院院士。

## 生平
1983年毕业于南通医学院，1989年在南京铁道医学院获硕士学位，1995年在上海医科大学获博士学位。